# Torre Bismarck (Friburgo)
La torre Bismarck (en alemán: Bismarckturm) en Friburgo, Alemania, fue construida en 1900 sobre la roca de Piedro (en alemán: Petersfelsen) del Monte del Castillo (en alemán: Schlossberg), donde se encontraba la bastión superior de las fortificaciones, por el arquitecto Oskar Geiges que había ganado el concurso con su diseño «¡Que sea una señal de llamas en la región del alto Rin!» (en alemán: Ein Flammenzeichen sei's am Oberrhein!). Está construida de piedra arenisca roja y contiene elementos del modernismo  (en alemán: Jugendstil). La fachada principal está orientada al oeste. Tiene una altura de 12,6 m, pero no hay escalones en el interior, sino sólo una escalera vertical de fuego, ya que no era prevista como torre de observación.